# 猩红热
猩紅熱（英語：Scarlet fever）是由A型鏈球菌感染造成的疾病。症狀包括喉嚨痛、發燒、頭痛、淋巴腫脹以及特殊型態的紅疹。舌頭表面會像砂紙一樣不平整，並呈現紅色。這個疾病通常影響的是5歲到15歲的孩童。
只有少數有鏈球菌咽炎或有鏈球菌皮膚感染的人會發生猩紅熱。此病原菌通常藉由咳嗽或打噴嚏傳播，也可以由人跟人、人跟物之間的接觸傳播。特殊型態的紅疹是由玫紅毒素（erythrogenic toxin）造成，這個物質通常是由某些種類的細菌所製造。猩紅熱的診斷靠喉嚨細菌培養。
目前這個疾病沒有疫苗可以預防。常洗手、不與他人共用個人用品，並且遠離生病的人是比較好的預防方法。這個疾病可以使用抗生素治療，避免大多數的併發症。癒後展望通常非常好。長期併發症包括腎臟疾病、風濕性心臟病以及關節炎。猩紅熱曾經是二十世紀早期兒童最主要的死因。

## 圖片

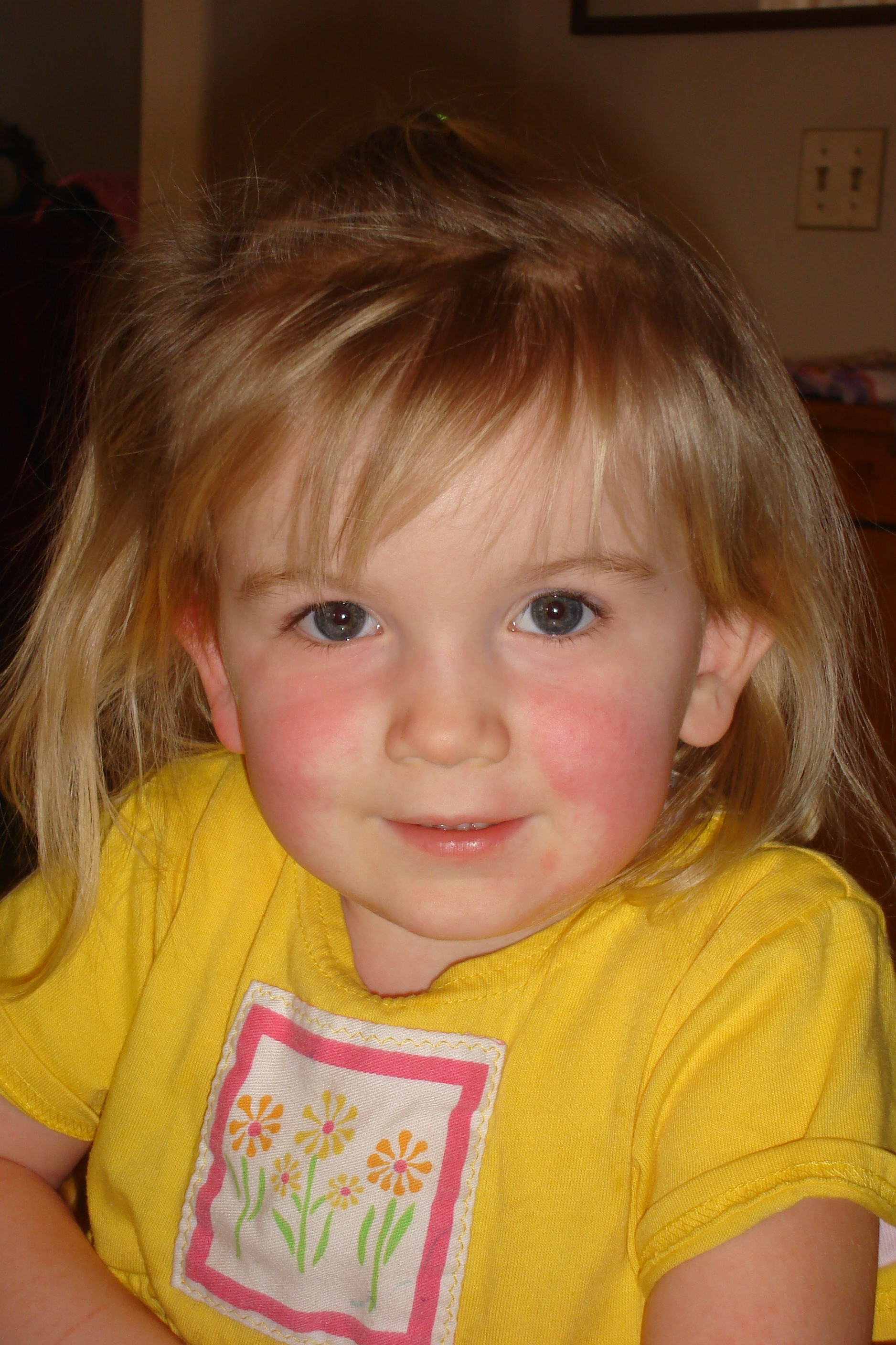
红脸颊
皮疹
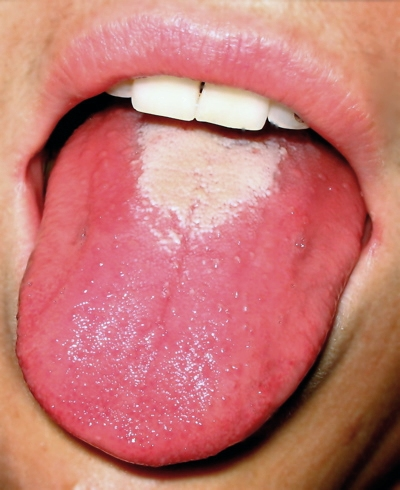
草苺舌

猩红热患者感染A组β型溶血性链球菌后，病原体侵入人体后咽部引起化脓性病变，毒素入血引起毒血症，使皮肤产生病变，严重时肝、脾、肾、心肌、淋巴结也可出现病变。
A组β型溶血性链球菌的致病力来源于细菌本身及其产生的毒素和蛋白酶类。细菌本身的M蛋白和细菌荚膜能抵抗机体吞噬细胞的作用，在链激酶、透明质酸酶等作用下使炎症扩散并引起组织坏死。产生的毒素包括致热性外毒素（即红疹毒素）和溶血素：前者能致发热、使皮肤血管充血水肿、上皮细胞增殖，白血球浸润，形成猩红热样皮疹；红疹毒素除了与各种免疫反应及细胞反应有关外，还能通过增强机体对链球菌各种产物的超敏反应引起致热反应及皮肤红斑反应。
溶血素有溶解红血球、杀伤白血球、血小板以及损伤心脏等，而毒素入血后，引起全身毒血症表现，如发热、头晕、头痛等。产生的蛋白酶类包括链激酶、透明质酸酶、链道酶、菸酰胺腺嘌呤二核苷酸酶以及血清混浊因子，致使宿主组织和细胞破坏、炎症扩散并引起组织坏死。A族链球菌有超过100种M蛋白血清型，机体感染后产生的抗M蛋白抗体只可以抵抗同型细菌的再次感染，机体感染后获得的抗菌免疫每个血清型之间没有交叉免疫性，因此儿童可能多次发生。

## 流行病学
春、冬为猩红热的2个高峰，儿童和青少年为主要发病人群。

## 案例
2011年6、7月份以来，向来毒性温和的猩红热突然肆虐香港并造成两名幼童死亡，这是近十年来猩红热疫情最严重的一年。近年来严重侵袭性A组β型溶血性链球菌感染在欧美一些国家再次增多，人类开始重新关注该群菌引起的感染问题。

## 治療
由於抗生素藥物的廣泛應用，猩紅熱病情已明顯減輕，是一種值得注意但並不可怕的疾病，一般用藥5至7天。患病期間應在家中喝水、臥床休息。猩紅熱死亡率不高，但若治療不徹底，可能引起急性風溼熱（Acute rheumatic fever）、風溼性心臟病，急性肾小球肾炎（Acute glomerulonephritis）等疾病。